# Flugplatz Middenmeer

i8
i11
i13
Der Flugplatz Middenmeer (niederländisch: Vliegveld Middenmeer; ICAO-Code: EHMM) ist ein öffentlicher Flughafen, 1 km südöstlich von Den Helder, Provinz Nordholland in den Niederlanden.
Am Himmelfahrtstag 2003 wurde der neue Flugplatz eröffnet. Nur einen Monat später wurde der Flugplatz per Gerichtsbeschluss wieder geschlossen, nachdem sich ein Anwohner darüber beschwert hatte, dass die lokale Regierung bei der Erteilung von Genehmigungen nicht ordnungsgemäß vorgegangen sei. Nach zweijährigen Gerichtsverfahren erließ der Staatsrat im Jahr 2005 ein Urteil, in dem alle Einwände gegen die erteilte Genehmigung zurückgewiesen wurden, sodass der Flughafen für einen Zeitraum von maximal fünf Jahren wiedereröffnet werden konnte. Im Jahr 2014 wurde eine dauerhafte Genehmigung erteilt.
Der Flugplatz hat eine Graspiste von 400 m Länge und 30 m Breite und ist für Flugzeuge mit einem Höchstabfluggewicht (MTOW) von 890 kg zugelassen. Er liegt auf 4 m unter den Meeresspiegel.